# 广东外语外贸大学法学院
广东外语外贸大学法学院是广东外语外贸大学的下属学院，前身为广东外语外贸大学国际法系，创立于1997年，现任院长为蔡镇顺教授。学院现有五个系并四个教研室，开设“法学”、“外交学”和“国际政治”等三个本科课程，并有“国际法学”、“民商法学”和“国际关系学”三个硕士点。

## 历史沿革
1997年，广东外语外贸大学国际法系成立。2000年，“外交学系”、“国际政治系”与“国际法系”共同组建为广东外语外贸大学法学院。2001年，增设“法律系”。2002年，增设“民商法系”。之后学校在宪法与行政法硕士专业中设置区域法治与地方立法方向。

## 管理机构

### 管理团队
| 院长 - 蔡镇顺教授 | 书记 - 金良成先生 |

| 副院长 - 黄丽萍副教授 - 陈寒溪副教授 - 龙著华教授 | 副书记 - 卢海清先生 |

### 行政机构
| - 院务办公室 | - 学务办公室 | - 科研办公室 | - 党务办公室 |

### 历任领导
| - 蔡镇顺：2001年至今 | - 金良成先生：2001年至今 |

## 教研单位

### 学系设置
| - 法律系 - 民商法系 - 国际法系 | - 国际政治系 - 外交系 |

### 研究机构
| - 国际问题研究所 - WTO法研究所 - 教育法治研究所 - 非政府问题研究所 | - 欧盟法律与外交研究室 |

### 实习基地
- 广东省人民政府外事办公室
- 广州市中级人民法院
- 深圳市中级人民法院
- 深圳市外事办公室
- 东莞市外事办公室
- 广州市白云区人民检察院
- 广州市白云区人民法院
- 广州市海珠区人民法院
- 广东恒益律师事务所

## 学生团体
| - 学生会 - 团委 | - 志愿者协会 | - 外交学会 - 青年法学社 | - 模拟联合国协会 - 模拟法庭协会 |

## 大型活动
- 2009年中美关系研讨会[3]